# Музей современного искусства (Форт-Уэрт)
Музей современного искусства в Форт-Уэрте (англ. Modern Art Museum of Fort Worth, также известен как The Modern) — музей в Форт-Уэрте, Техас, посвящённый современному искусству.
Миссия музея — «Collecting, presenting and interpreting international developments in post-World War II art in all media». Он аккредитован Американским альянсом музеев. Его постоянная коллекция насчитывает более 3000 произведений.

## История и деятельность
Устав музея был утверждён ещё в 1892 году штатом Техас как «Fort Worth Public Library and Art Gallery». Название культурного учреждения несколько раз менялось, пока в 1987 году оно не стало таким, как в настоящее время.
Нынешнее здание, спроектированное японским архитектором Тадао Андо, было торжественно открыто 14 декабря 2002 года. Площадь музея составляет 4900 м². Большинство работ его коллекции датируются периодом с 1945 года и по настоящее время. Здание музея расположено в культурном районе города, рядом с Художественным музеем Кимбелла и Музеем американского искусства Амона Картера. Здание имеет пять павильонов (галерей), соседствующих с зеркальным водоёмом. 
Музей современного искусства Форт-Уэрта имеет одну из передовых коллекций современного международного искусства в центральной части США. В нём представлены различные движения, темы и стили, в том числе абстрактный экспрессионизм, живопись цветового поля, поп-арт и минимал-арт, а также последние работы в области абстракции и фигуративной скульптуры, современные фотография, видео и цифровые изображения.
В музейной коллекции находятся работы Пабло Пикассо, Филиппа Густона, Ансельма Кифера, Роберта Мазервелла, Сьюзен Ротенберг, Джексона Поллока, Герхарда Рихтера, Ричарда Серра, Андреса Серрано, Синди Шерман и Энди Уорхола. 
В музее также проводятся специальные выставки и ежедневные экскурсии. 
Имеется кафе-ресторан, зал на 250 мест, учебные классы, художественная мастерская, магазин, паркинг.
Режим работы музея: вторник, среда, четверг, суббота и воскресенье — с 10.00 до 17.00, пятница — с 10.00 до 20.00. Музей закрыт в понедельник и в праздничные дни.

## Некоторые выставки
- 2002 год — «110 Years: The Permanent Collection of the Modern Art Museum of Fort Worth».
- 2003 год — «Julie Bozzi: Landscapes 1975—2003», «The Paintings of Joan Mitchell».
- 2004 год — «Robert Motherwell from the Collection: 1941—1990».
- 2005 год — «Dan Flavin: A Retrospective», «Robert Bechtle: A Retrospective».
- 2006 год — «Nicholas Nixon: The Brown Sisters», «Hiroshi Sugimoto: End of Time».
- 2007 год — «Declaring Space: Mark Rothko, Barnett Newman, Lucio Fontana, Yves Klein».
- 2008 год — «Kara Walker: My Complement, My Enemy, My Oppressor, My Love».
- 2009 год — «William Kentridge: Five Themes», «Susan Rothenberg: Moving in Place».
- 2010 год — «Andy Warhol: The Last Decade», «Vernon Fisher: K-Mart Conceptualism».
- 2011 год — «Ed Ruscha: Road Tested», «Richard Diebenkorn: The Ocean Park Series».
- 2012 год — «Glenn Ligon: America», «Selections from the Permanent Collection», «Tenth Anniversary Acquisitions».
- 2013 год — «México Inside Out: Themes in Art Since 1990».
- 2014 год — «David Bates», «Selections from the Permanent Collection».
- 2015 год — «Framing Desire: Photography and Video», «Kehinde Wiley: A New Republic».

## Фотогалерея

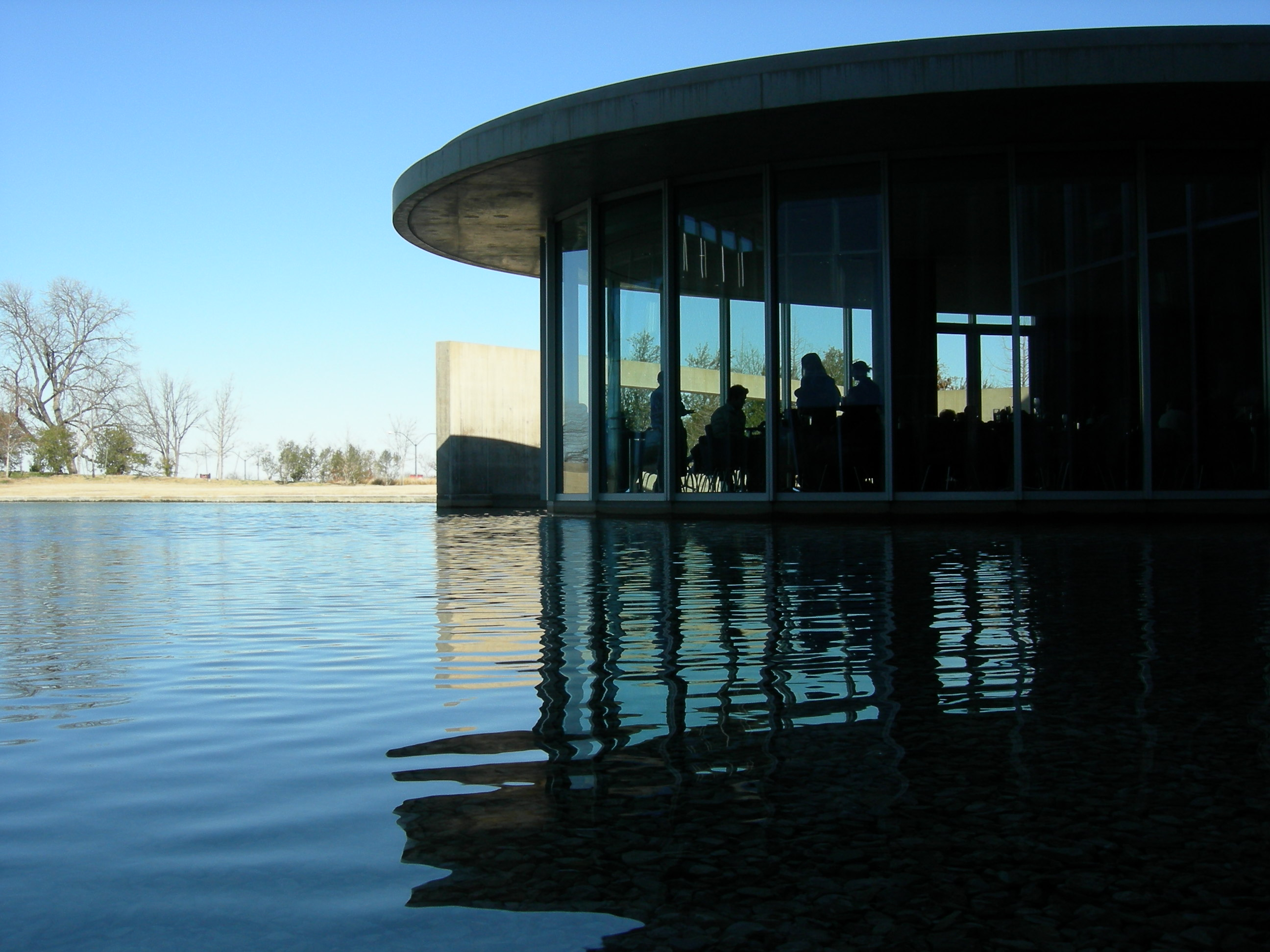
Ресторан
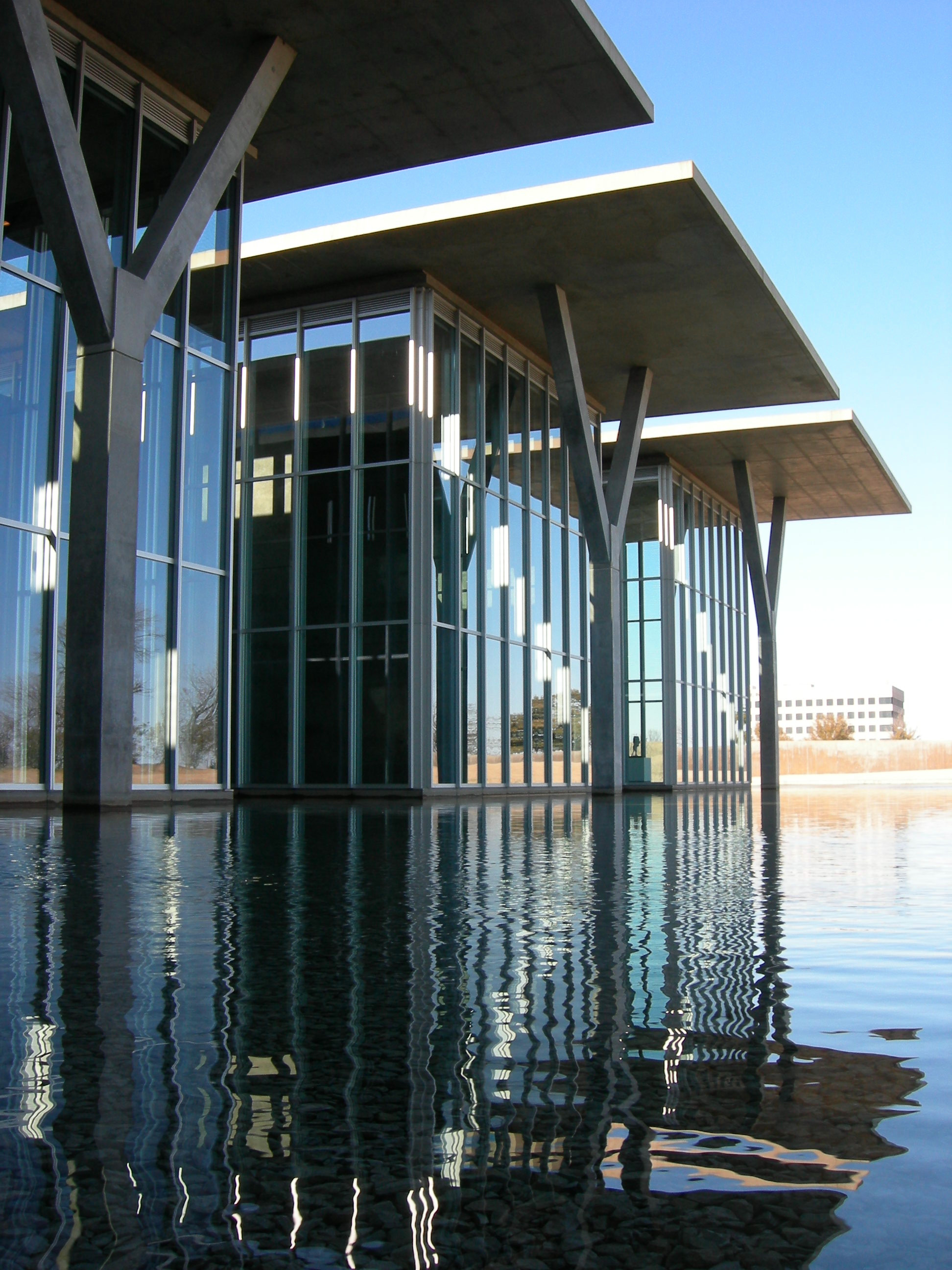
Галереи
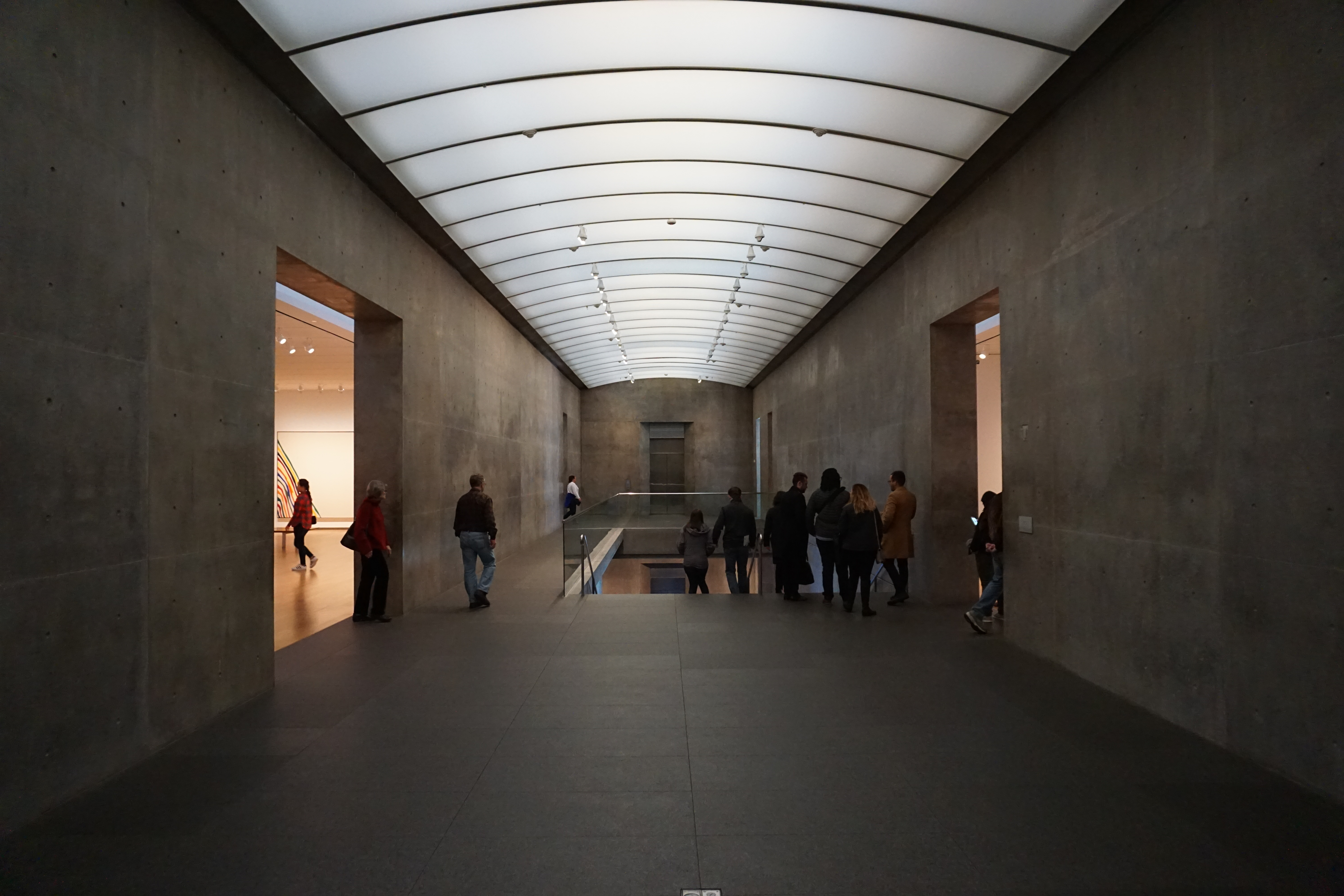
Интерьер
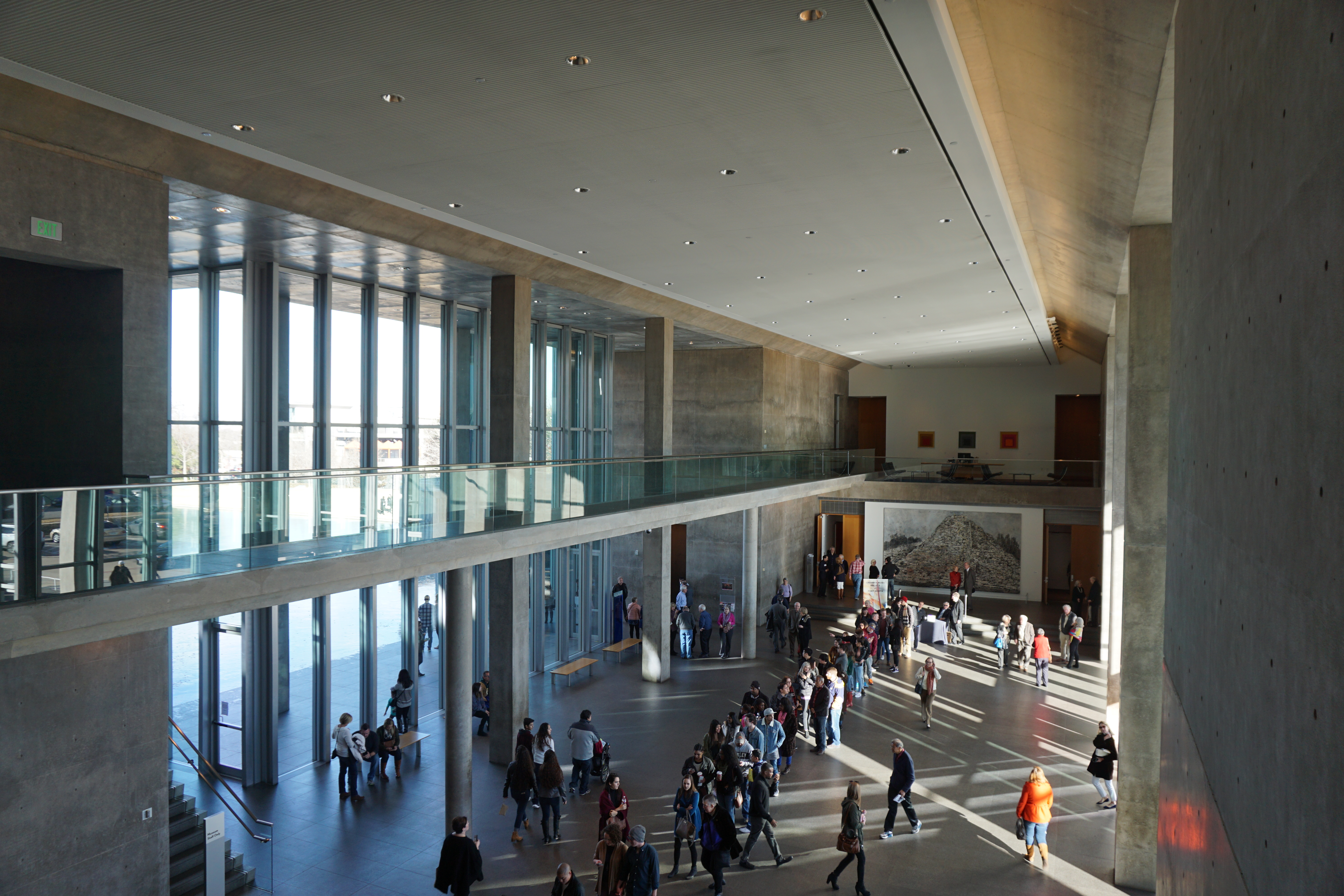
Интерьер